# Cecilio Wilson
Cecilio Wilson (fl. XX secolo) è stato un calciatore argentino, di ruolo centrocampista.

## Caratteristiche tecniche
Giocava come mediano sinistro.

## Carriera

### Club
Wilson esordì in massima serie argentina durante la Primera División 1933, scendendo in campo per la prima volta il 19 marzo 1933 contro il River Plate. In quella stagione assommò 5 presenze, vincendo il titolo nazionale. Nel campionato 1936 tornò in prima divisione, questa volta con i colori dello stesso River Plate; giocò un solo incontro, laureandosi nuovamente campione d'Argentina. Nel 1938 ottenne 4 presenze con il Vélez Sarsfield.

## Palmarès

### Club

#### Competizioni nazionali
- Campionato argentino: 2

San Lorenzo: 1933
River Plate: 1936